# 1930 (numero)
Millenovecentotrenta (1930) è il numero naturale dopo il 1929 e prima del 1931.

## Proprietà matematiche
- È un numero pari.
- È un numero composto da 8 divisori: 1, 2, 5, 10, 193, 386, 965, 1930. Poiché la somma dei suoi divisori (escluso il numero stesso) è 1562 < 1930, è un numero difettivo.
- È un numero sfenico.
- È un numero felice.
- È un numero malvagio.
- È un numero intero privo di quadrati.
- È parte delle terne pitagoriche (248, 1914, 1930), (774, 1768, 1930), (950, 1680, 1930), (1158, 1544, 1930), (1930, 4632, 5018), (1930, 37224, 37274), (1930, 186240, 186250), (1930, 931224, 931226).

## Astronomia
- 1930 Lucifer è un asteroide della fascia principale del sistema solare.

## Astronautica
- Cosmos 1930 è un satellite artificiale russo.